# انتیماق (شهرستان باکای‌آتا)
انتیماق (به قرقیزی: Ынтымак، ىنتىماق) یک منطقهٔ مسکونی در قرقیزستان است که در شهرستان باکای‌آتا واقع شده‌است. انتیماق ۲٬۴۵۴ نفر جمعیت دارد و ۱٬۴۴۶ متر بالاتر از سطح دریا واقع شده‌است.